# Département des Transports du Texas
Le département des Transports du Texas (Texas Department of Transportation, TxDOT) est une agence du gouvernement du Texas fondée en 1917. Elle siège à Austin dans le Dewitt C. Greer Building (en) au 125 East 11th Street. Elle administre 25 districts géographiques, 21 divisions spécialisées et 5 bureaux.